# Tefé (rivier)

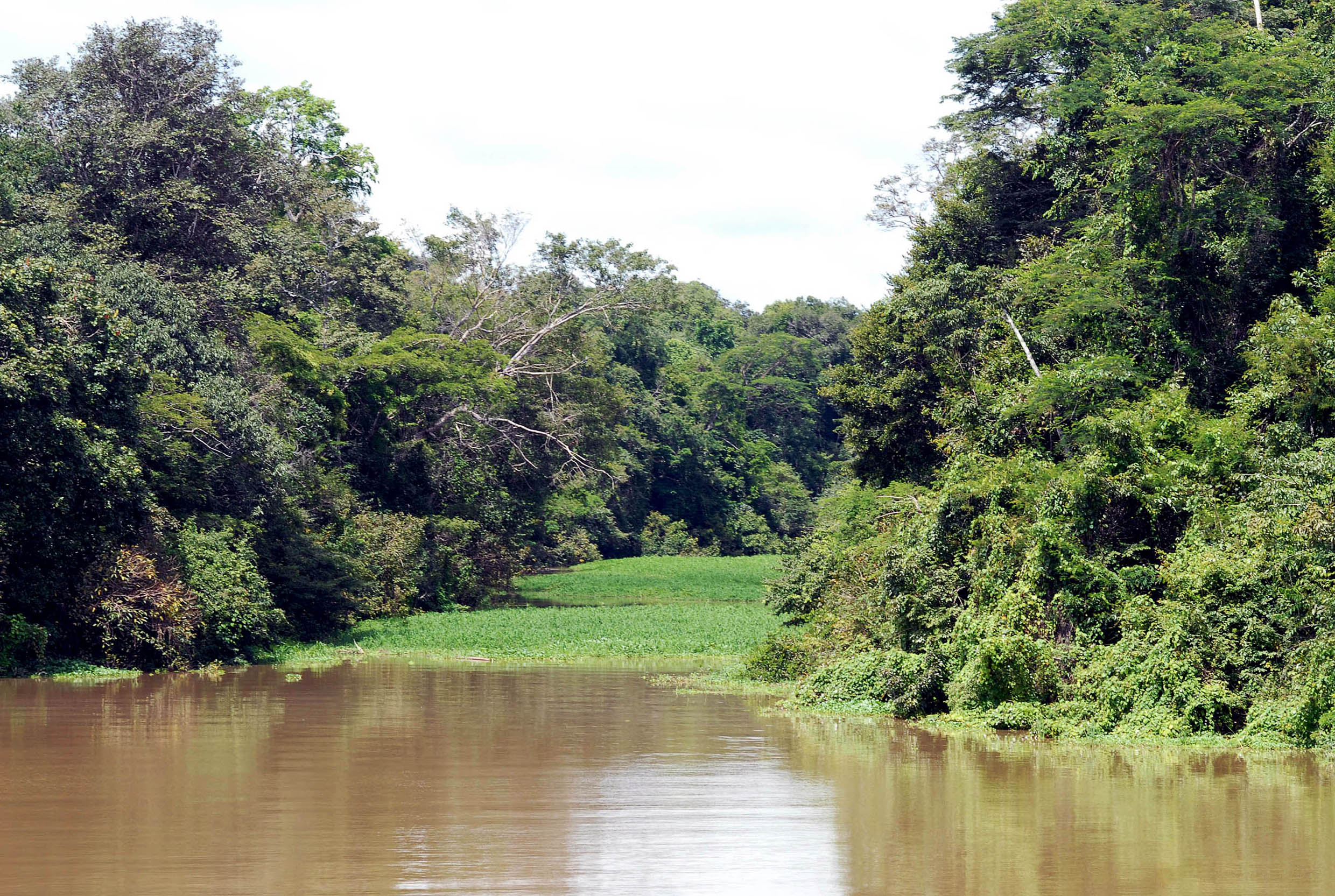
De Tefé

De Tefé is een rivier in de Braziliaanse deelstaat Amazonas. Het is een zijrivier van de Solimões (de bovenloop van de Amazone). De rivier is 350 km lang, en loopt sterk meanderend naar het noordoosten.
Het is een van de zwartwaterrivieren in het Amazonegebied, evenals bijvoorbeeld de Rio Negro. De rivier vormt het Tefémeer, alvorens zij bij de stad Tefé uitmondt in de Solimões.